# Graptophyllum ophiolithicum
Graptophyllum ophiolithicum är en akantusväxtart som beskrevs av H. Heine. Graptophyllum ophiolithicum ingår i släktet Graptophyllum och familjen akantusväxter. Inga underarter finns listade i Catalogue of Life.